# The Sims: Hot Date
The Sims: Hot Date là bản mở rộng thứ ba của dòng game mô phỏng đời sống The Sims do hãng Maxis phát triển và Electronic Arts phát hành vào ngày 12 tháng 11 ở Bắc Mỹ và 23 tháng 11 ở châu Âu năm 2001. Game được đánh giá nhìn chung tích cực nhờ vào việc bổ sung thêm một khu buôn bán kinh doanh (downtown) bên ngoài khu phố đã trở thành tiêu chí cho các bản mở rộng sắp tới sẽ thêm vào nhiều khu vực mới, đồng thời nó cũng đóng vai trò là nguồn cảm hứng cho The Sims 2: Nightlife.

## Cách chơi
Giống như những bản nâng cấp trước, Hot Date đã thêm vào rất nhiều đồ dùng mới để cuộc sống gia đình các Sim phong phú hơn nhiều. Và tất nhiên kèm theo những món đồ là những hành động, cử chỉ thú vị của nhân vật khi dùng những món đồ đó. Hơn thế nữa, trong Hot Date ngoài những món đồ người chơi mua hoặc tự tay làm ra thì có thể nhận thêm những món đồ do các láng giềng tặng. Trong Hot Date, một thuộc tính mới được thêm vào cho các Sim, đó là sự quan tâm (interest). Các Sim có thể đọc sách để có hiểu biết thêm về tiền tệ, thời tiết, kỹ thuật, ngoài ra các Sim còn sẽ quan tâm đến các đề tài nổi bật nhất trong ngày.
Khu buôn bán kinh doanh (downtown area) là một cải tiến đáng kể nhất của Hot Date và có lẽ là sự bổ sung đáng kể nhất đã từng được thực hiện cho dòng game. Các Sim giờ đây có thể gọi điện thoại để kêu taxi tới đưa họ đến khu buôn bán kinh doanh bao gồm nhiều khu giải trí, nhà hàng, trung tâm mua sắm và hộp đêm. Khu vực downtown hoàn toàn mới mẻ với những cửa hiệu bán quần áo, thực phẩm, nhà hàng, khu vực cắm trại. Ngay cả khi người chơi không thích dẫn Sim đi shopping thì cũng có thể xây dựng một khu downtown gần nhà mình. Tuy nhiên công việc xây dựng sẽ rất khó khăn, vì vậy ban đầu người chơi chỉ nên xây vài công trình nhỏ, sau đó mới mở rộng ra thêm.
Tất cả thời gian dành cho khu downtown đều diễn ra độc lập với thời gian ở nhà, nói cách khác, Sim sẽ cảm thấy đói, mệt mỏi và buồn chán như bình thường trong suốt thời gian họ ở khu downtown, nhưng một khi về nhà, đồng hồ sẽ thực sự thiết lập lại thời gian khi Sim rời đi. Điều này khiến cả mối quan hệ và việc làm (mà vẫn thường chiếm khoảng sáu giờ một ngày của Sim) không chỉ có thể, nhưng dễ dàng hơn nhiều so với trước đây.

## Đón nhận
Nhìn chung, trò chơi được đánh giá là đáng kể nhất của các bản mở rộng The Sims tại thời điểm phát hành, và giới phê bình đánh giá cao khu vực downtown mới.
Hot Date đã nhận được số điểm 86% và mức trung bình 85% từ các trang web tổng hợp Game Rankings và Metacritic tương tự. The Armchair Empire chấm game 9.2/10 điểm nói rằng "Nơi mà Living Large và House Party đã có những bước cải tiến về cơ bản so với bản gốc, thì Hot Date hoàn toàn tân trang lối chơi bằng cách làm cho nó có thể tập trung nhiều hơn vào các mối quan hệ xã hội và lãng mạn và lần đầu tiên rời xa nhà Sim."